# لوسیل لا لاورن
لوسیل لا لاورن (انگلیسی: Lucille La Verne؛ ۷ نوامبر ۱۸۷۲ – ۴ مارس ۱۹۴۵) یک هنرپیشه اهل ایالات متحده آمریکا بود. وی بین سال‌های ۱۸۸۸ تا ۱۹۳۷ میلادی فعالیت می‌کرد.
از فیلم‌ها یا برنامه‌های تلویزیونی که وی در آن نقش داشته است می‌توان به سفیدبرفی و هفت کوتوله، داستان دو شهر اشاره کرد.